# Sindrome di Dupré
La sindrome di Dupré, nota anche come debilità motoria o di Dupré, è uno stato di ritardo mentale.
È caratterizzata da sincinesie in età in cui non dovrebbero più manifestarsi e da goffaggine nei movimenti intenzionali che sfociano in uno stato di paratonia, ovvero nell'impossibilità di realizzare volontariamente il movimento muscolare.